# هلور السفلي (سيد جمال الدين)
هلور السفلی (بالفارسية: هلور سفلی) هي قرية تقع في إيران في قسم سید جمال الدین الريفي. يقدر عدد سكانها بـ 373 نسمة .